# Jewhen Kapajew
Jewhen Mykołajowycz Kapajew (ukr. Євген Миколайович Капаєв, ur. 12 września 1984 w Makiejewce) – ukraiński siatkarz, grający na pozycji przyjmującego, reprezentant Ukrainy. 

## Sukcesy klubowe
Puchar Ukrainy:
- 2004, 2006, 2007, 2008, 2009, 2010, 2011, 2012, 2013, 2014, 2015, 2016

Mistrzostwo Ukrainy:
- 2005, 2007, 2009, 2010, 2011, 2012, 2013, 2014, 2015, 2016[2]
- 2008, 2017, 2018

Superpuchar Ukrainy:
- 2016, 2017

Mistrzostwo I ligi polskiej:
- 2019[3]